# 大型ピロプラズマ症
大型ピロプラズマ症（おおがたピロプラズマしょう）は、大型ピロプラズマ(Babesia ovata)の寄生を原因とするウシの寄生虫病。症状は発熱、黄疸、血色素尿であり、小型ピロプラズマ(Theileria orientalis)との干渉現象が知られているが、放牧地での混合感染では症状が悪化することが多い。幼牛と比較して成牛の方が感受性が高い。血液塗抹より原虫の検出、ELISA、IFA、CFによって診断する。